# 온라인 저작권 침해 금지 법안
온라인 저작권 침해 금지 법안(영어: Stop Online Piracy Act, SOPA)은 2011년 10월 26일 미국 하원에서 제출된 법안으로, 인터넷 상에서 저작권이 침해된 경우에 대한 경우의 법적 조치를 확대하는 내용을 가지고 있다. 이 법안에서 가장 논란이 되는 부분은 법적 조치로 웹사이트의 접속 차단을 할 수 있다는 점이며, 이에 따라 인터넷 검열이라는 비판이 일어났다.

## 비판과 반대 운동

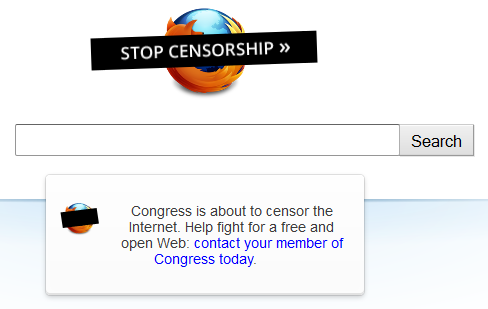
모질라 재단의 법안 비판.

SOPA는 인터넷 사용을 법적으로 강력히 규제한다는 면에서 구글, 트위터, 페이스북 등의 인터넷 서비스에 의해 비판을 받았다. 2011년 12월, 구글의 에릭 슈미트 회장은 SOPA에 대하여 실현이 불가능한 법안이라고 비판했다.
영어 위키백과는 SOPA에 대해 반대하는 의미로 2012년 1월 18일부터 24시간동안 서비스를 중지하였다. 또한 같은 날 약 7000개의 다른 웹 사이트도 비슷한 방식으로 반대 운동을 펼쳤다.
2012년 2월 7일에는 모질라 재단, 전자 프런티어 재단, 레딧, 퍼블릭날리지, 오픈콩그레스, 휴먼라이트워치 등 75개 기업, 단체가 연합으로 의회에 온라인 저작권 침해 금지 법안과 지식재산권 보호 법안(PIPA) 법제화 중단을 촉구하는 공개서한을 미국 의회로 보냈다.

## 같이 보기
- 저작권
- 지식재산권 보호 법안
- 표현의 자유